# Weisbach (Oberelsbach)
Weisbach ist ein Gemeindeteil des Marktes Oberelsbach im unterfränkischen Landkreis Rhön-Grabfeld in Bayern.

## Geographische Lage
Das Pfarrdorf liegt südwestlich von Oberelsbach und ist nordwärts über die Kreisstraße NES 13 mit Ginolfs, westwärts über die Staatsstraße 2289 mit Sondernau verbunden.

## Geschichte
Die erste urkundliche Erwähnung des Ortes stammt aus dem Jahr 1234. Der Name des ländlich geprägten Ortes stammt vom den Altort umfließenden Weisbach.
Am 1. Juli 1972 wurde Weisbach im Rahmen der Gebietsreform in Bayern Gemeindeteil von Oberelsbach.